# Gracie Films
Gracie Films («Грейси Филмз») — американская теле- и кинокомпания, созданная Джеймсом Л. Бруксом в 1986 году. Компания произвела много награждённых призами фильмов и телесериалов, включая «Телевизионные новости», «Джерри Магуайер», и наиболее знаменитых «Симпсонов». Компания главным образом работает с Sony Pictures Entertainment, но так же и с «20th Television Animation», поскольку «Симпсоны» всё ещё создаются там.

## Логотип (описание заставки)
Заставка Gracie Films появляется в конце титров телевизионных проектов и (начиная с «Симпсонов в кино») полнометражных фильмов компании.
В мультипликационной заставке изображены люди, активно переговаривающиеся в зале кинотеатра, которых утихомиривает женщина в очках, после чего выключается свет в зале и начинается фильм с логотипом компании.
Некоторые специальные версии заставки были сделаны с определёнными эпизодами Симпсонов. Например, после хэллоуинских выпусков вместо обычной музыкальной заставки проигрывается «хэллоуинская» — музыкальная тема заставки проигрывается на органе, а, начиная с четвёртого выпуска, женщина в очках в начале заставки издает истошный крик.
В некоторых эпизодах «Домика ужасов на дереве» женский крик заменён на:
— крик Гомера (15, 22, 23 и 26 выпуски);
— крик Реджиса Филбина (ослеплённого в новелле «The Terror of Tiny Toon») (9 выпуск);
— тему заставки, сыгранной в стиле «Peanuts» (19 выпуск);
— заставку, сыгранной в стиле колыбельной (6 выпуск);
— на крик Вильгельма (21 выпуск);
— выкрики персонажей эпизода «Freaks No Geeks» (24 выпуск).
Офис компании расположен в Калвер-Сити, Калифорния.

## Известные телевизионные шоу и фильмы
- «Шоу Трейси Ульман» (1987—1990)
- «Телевизионные новости» (фильм, 1987)
- «Большой» (фильм, 1988)
- «Скажи что-нибудь…» (фильм, 1989)
- «Война Роузов» (фильм, 1989)
- «Симпсоны» (1989—н. в.)
- «Родственники» (1991—1992)
- «Я согласен на всё» (фильм, 1994)
- «Критик» (1994—1995)
- «Бутылочная ракета» (фильм, 1996)
- «Джерри Магуайер» (фильм, 1996)
- «Лучше не бывает» (фильм, 1997)
- «Сильная женщина» (фильм, 2001)
- «Испанский английский» (фильм, 2004)
- «Симпсоны в кино» (фильм, 2007)
- «Как знать…» (фильм, 2010)
- «Почти семнадцать» (фильм, 2016)
- «Ты здесь, Бог? Это я, Маргарет» (фильм, 2023)